# Afdeling VI Dolok Ilir
Afdeling VI Dolok Ilir is een bestuurslaag in het regentschap Serdang Bedagai van de provincie Noord-Sumatra, Indonesië. Afdeling VI Dolok Ilir telt 258 inwoners (volkstelling 2010).